# Korita, Mljet
Korita so manjše naselje v notranjosti otoka Mljeta (Hrvaška), ki upravno spada pod občino Mljet; le-ta pa spada pod Dubrovniško-neretvansko županijo.

## Geografija
Naselje leži v notranjosti vzhodnega dela otoka na vrhu griča, na višini okoli 200 mnm, ob cesti, ki povezuje Saplunaro z Sobro in drugimi kraji na otoku. Kraj je enako oddaljen od Mljetskega kanala kot od odprtega morja na južni obali otoka. Ime je naselje dobilo po kamnitih koritih, ki se ob dežju polnijo z vodo iz bližnjega izvira.

## Zgodovina
V vasi stoji obrambni stolp s strelnimi linami za puške, ki je bil postavljen v 17. stoletju, ter nekaj hiš v renesančno - baročnem slogu.

## Prebivalstvo
Po podatkih iz leta 1991 v naselju stalno živi 90 prebivalcev.
| Pregled števila prebivalcev po letih | Pregled števila prebivalcev po letih | Pregled števila prebivalcev po letih | Pregled števila prebivalcev po letih | Pregled števila prebivalcev po letih | Pregled števila prebivalcev po letih | Pregled števila prebivalcev po letih | Pregled števila prebivalcev po letih | Pregled števila prebivalcev po letih | Pregled števila prebivalcev po letih | Pregled števila prebivalcev po letih | Pregled števila prebivalcev po letih | Pregled števila prebivalcev po letih | Pregled števila prebivalcev po letih | Pregled števila prebivalcev po letih |
| ------------------------------------ | ------------------------------------ | ------------------------------------ | ------------------------------------ | ------------------------------------ | ------------------------------------ | ------------------------------------ | ------------------------------------ | ------------------------------------ | ------------------------------------ | ------------------------------------ | ------------------------------------ | ------------------------------------ | ------------------------------------ | ------------------------------------ |
| 1857                                 | 1869                                 | 1880                                 | 1890                                 | 1900                                 | 1910                                 | 1921                                 | 1931                                 | 1948                                 | 1953                                 | 1961                                 | 1971                                 | 1981                                 | 1991                                 | 2001                                 |
| 135                                  | 128                                  | 141                                  | 135                                  | 120                                  | 153                                  | 132                                  | 141                                  | 163                                  | 164                                  | 186                                  | 168                                  | 115                                  | 90                                   | 74                                   |